# Maija Salminen
Maija Salminen er en finsk/dansk professionel sportsdanser.
Maija Salminen blev født i Vantaa i Finland. 
Maija Salminen og den danske danser Martin Parnov Reichardt fandt hinanden i august 2007, da deres fælles engelske træner Sarah Francis satte dem sammen. Salminen flyttede i oktober 2007 til Danmark for at danse med Parnov Reichardt. I april 2008 blev professionelle. Allerede samme år blev de for første gang kåret som danske professionelle mestre i standarddans.

## Ekstern kilde/henvisning
- Artiklen har ingen egenskaber for sportsdatabaser i Wikidata